# Казанский, Порфирий Алексеевич
Порфи́рий Алексе́евич Каза́нский (20 февраля (4 марта) 1885 года, село Керевское Томской губернии — 16 сентября 1938) — русский советский поэт, журналист, литератор, педагог, председатель городской думы Барнаула (1918). Редактор газеты «Жизнь Алтая» (Барнаул, 1913).

## Биография
Родился в 1885 году в с. Каревское Богородской волости Томского уезда в семье чиновника тюремного ведомства. Окончил гимназию в Томске (1903), поступил в Томский технологический институт, был исключён в 1907 году за антиправительственную деятельность. В 1911 году окончил юридический факультет Томского университета. Член РСДРП (1906—1907, с 1917).
В 1915 году возглавлял Барнаульское отделение Общества учащих и учивших (то есть учителей), преподавал историю и географию в Зайчанской воскресной школе для взрослых. В 1916 году поступил инструктором-культурником в Алтайский центральный кредитный союз.
В апреле, августе 1917 года избирался гласным городской думы г. Барнаула. Октябрьские события расценил как узурпацию власти большевиками, выступал против разгона Учредительного собрания, диктатуру Колчака также не одобрил.
В 1917 году создал совместно с Г. Пушкарёвым литературное объединение «Агулипрок» (Алтайский губернский литературно-продовольственный комитет), которое объединяло многих писателей и просуществовало в Барнауле до 1920 года.
В июле 1918 года после падения советской власти избран членом губземуправы, стал главой отдела народного образования, с декабря — заместителем председателя управы. Был членом правления, председателем Алтайского отдела Российского географического общества, членом правления культпросветотдела Алтайских кооперативов, позднее преобразованного в самостоятельный культпросветсоюз Алтайского края.
К ноябрю 1919 года, когда деятельность губземуправы оказалась парализованной, вышел из её состава, преподавал географию в женской гимназии М. Ф. Будкевич, губсовпартшколе, школе им. III Интернационала, на рабфаке Томского университета, где также был завучем. Автор учебника — «Конспективный курс географии для взрослых учащихся» (1922).
Как меньшевик был уволен с работы и арестован, освобожден после публикации покаянного заявления в газете «Красный Алтай». После этого получил разрешение преподавать географию в 22-й школе.
В 1931 году был арестован повторно и освобожден «за недостатком улик». В ОГПУ значился как «бывший меньшевик». В 1932 году вместе с семьёй переехал в с. Тюменцево, где преподавал литературу и географию в местной школе и вел литературный кружок.
В августе 1937 года был уволен за то, что якобы аполитично вёл уроки. 18 декабря 1937 года арестован и заключен в барнаульскую тюрьму. 2 июля 1938 года осуждён выездной сессией военной коллегии Верховного Суда СССР к высшей мере наказания — расстрелу. Казнён 16 сентября 1938 года. Посмертно реабилитирован в 1960 году.

## Творчество
С 1906 года начал публиковать стихоторные фельетоны в томских сатирических журналах «Бич», «Ёрш», «Красный смех», «Рабочий-юморист», сотрудничал в газете «Сибирские отголоски», журналах «Молодая Сибирь», «Сибирская новь», «Сибирский студент».
В 1908 году стихи были опубликованы во «Втором литературном сборнике сибиряков» (Санкт-Петербург).
В 1912 году по приглашению редактора газеты «Жизнь Алтая» Г. Д. Гребенщикова переехал в Барнаул и вошёл в состав редколлегии газеты, где печатал стихи, театральные рецензии, фельетоны. В 1913 году — редактор газеты «Жизнь Алтая».
В 1914 году стихи вышли в «Алтайском альманахе» (Санкт-Петербург), который редактировал Георгий Гребенщиков.
Пробовал себя в драматургии, в 1915 году на сцене Народного дома была с успехом поставлена пьеса «Враг».
В 1916 году стал редактором кооперативного журнала «Алтайский крестьянин». В феврале 1918 года вместе с В. Шемелевым вошёл в состав редакции газеты «Алтайский луч» — органа меньшевиков.
В 1917 году вышла первая книга — сборник стихов «Песни борьбы и надежд».
Вместе с А. Ершовым, А. Жиляковым, С. Исаковым входил в инициативную группу по изданию книжной серии — «Библиотека „Сибирский рассвет“», в которую вошли произведения сибирских литераторов и писателей о Сибири. В 1918 году в книжной серии «Библиотека „Сибирский рассвет“» вышел сборник стихов «Родному краю». Тираж книги составил 30 000 экземпляров — «цифра для этого времени колоссальная».
Был членом редколлегии и одним из авторов журнала «Сибирский рассвет» — первого на Алтае литературно-художественного журнала.
Изредка публиковал краеведческие статьи в местных журналах и сборниках, был одним из авторов «Сибирской советской энциклопедии».
Делегат Первого общесибирского съезда писателей (1926).
В бумагах, сохранённых женой и дочерью, были найдены три рассказа, один из которых — «Дуэль» был опубликован в 1989 году в альманахе «Алтай». В музее 27-й школы Барнаула хранится рукопись пьесы «За каменный пояс» — о походе Ермака в Сибирь.